# Obeza meridionalis
Obeza meridionalis är en stekelart som först beskrevs av Kirby 1889.  Obeza meridionalis ingår i släktet Obeza och familjen Eucharitidae. Inga underarter finns listade i Catalogue of Life.